# Arbab
Arbab (en persan : ارباب) est un mot persan qui signifie « patron », « maître » et « propriétaire » ou « celui doté d'une qualité spéciale ».
Le terme est équivalent au titre arménien tanuter.
C'est un titre utilisé par les chefs tribaux au Moyen-Orient et en Asie du Sud.